# Vuurtoren van Cape Spear
De vuurtoren van Cape Spear (Engels: Cape Spear Lighthouse) is een historische vuurtoren aan de rand van St. John's, de hoofdstad van de Canadese provincie Newfoundland en Labrador. De toren bevindt bovenop een klif bij Cape Spear, de oostelijkste kaap van Noord-Amerika.

## Geschiedenis
De lokale ondernemers Nicholas Croke en William Parker begonnen in opdracht van de Kolonie Newfoundland met de bouw van de vuurtoren in 1835. Het doel was om de nadering tot de belangrijke havenstad St. John's aan te geven. In september 1836 trad de vuurtoren in gebruik.
In 1878 werd een misthoorn bij de vuurtoren geplaatst en in 1912 werd de lens vervangen door een dioptrische lens. De lichtbron werkte op stookolieverbranding tot de omschakeling naar een systeem werkend op acetyleen in 1916. Vanaf 1930 werd er licht opgewekt door middel van elektriciteit.
In 1955 werd een moderne vuurtoren vlak bij de oude gebouwd. De originele vuurtoren van Cape Spear is sindsdien niet meer in gebruik voor scheepvaartdoeleinden.
In 1962 erkende Canada de vuurtoren als een National Historic Site en Parks Canada begon deze uit te baten in 1975. In 2015 kreeg hij ook erkenning als heritage lighthouse (erfgoedvuurtoren).

## Galerij

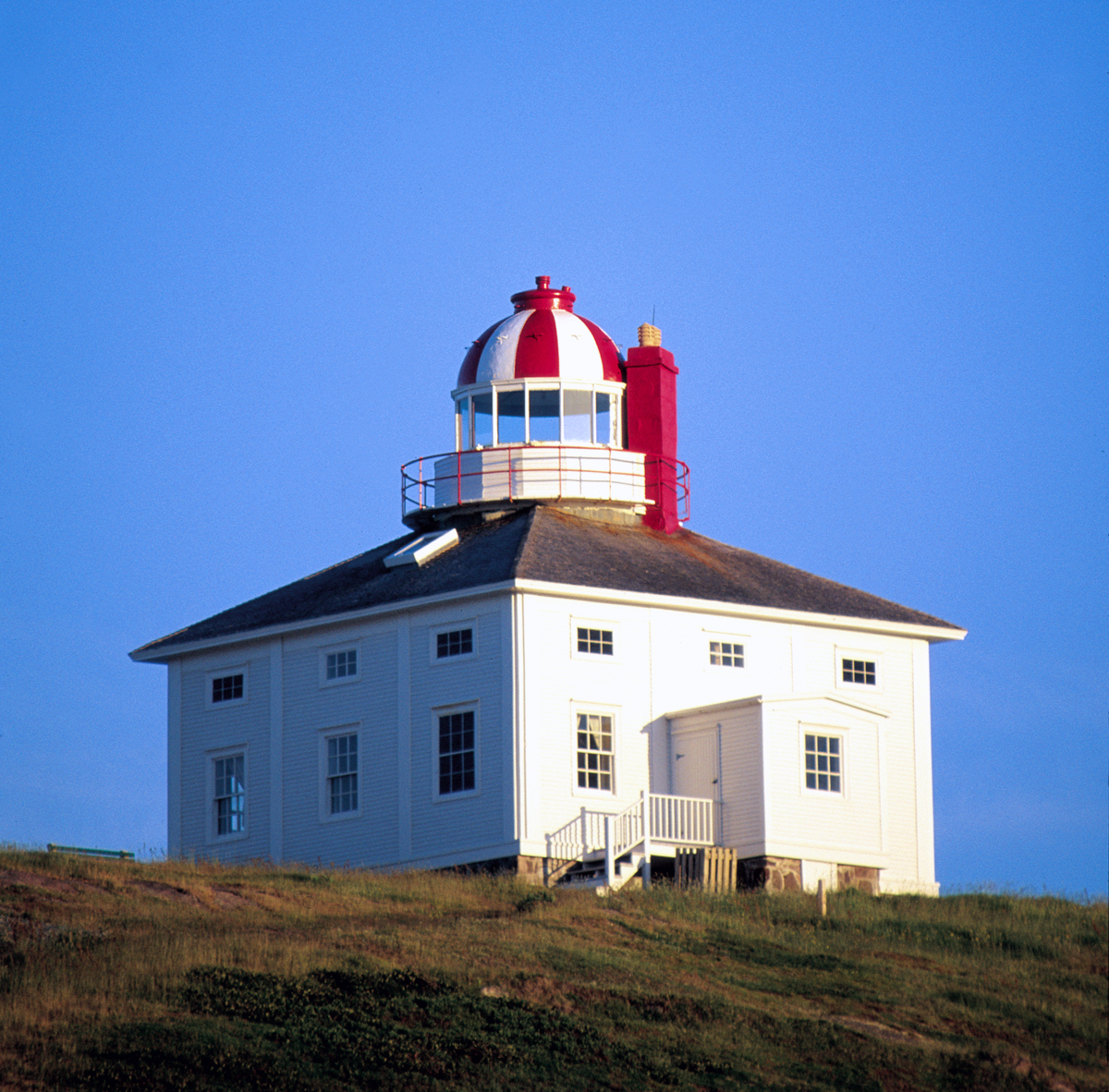
De historische vuurtoren van Cape Spear
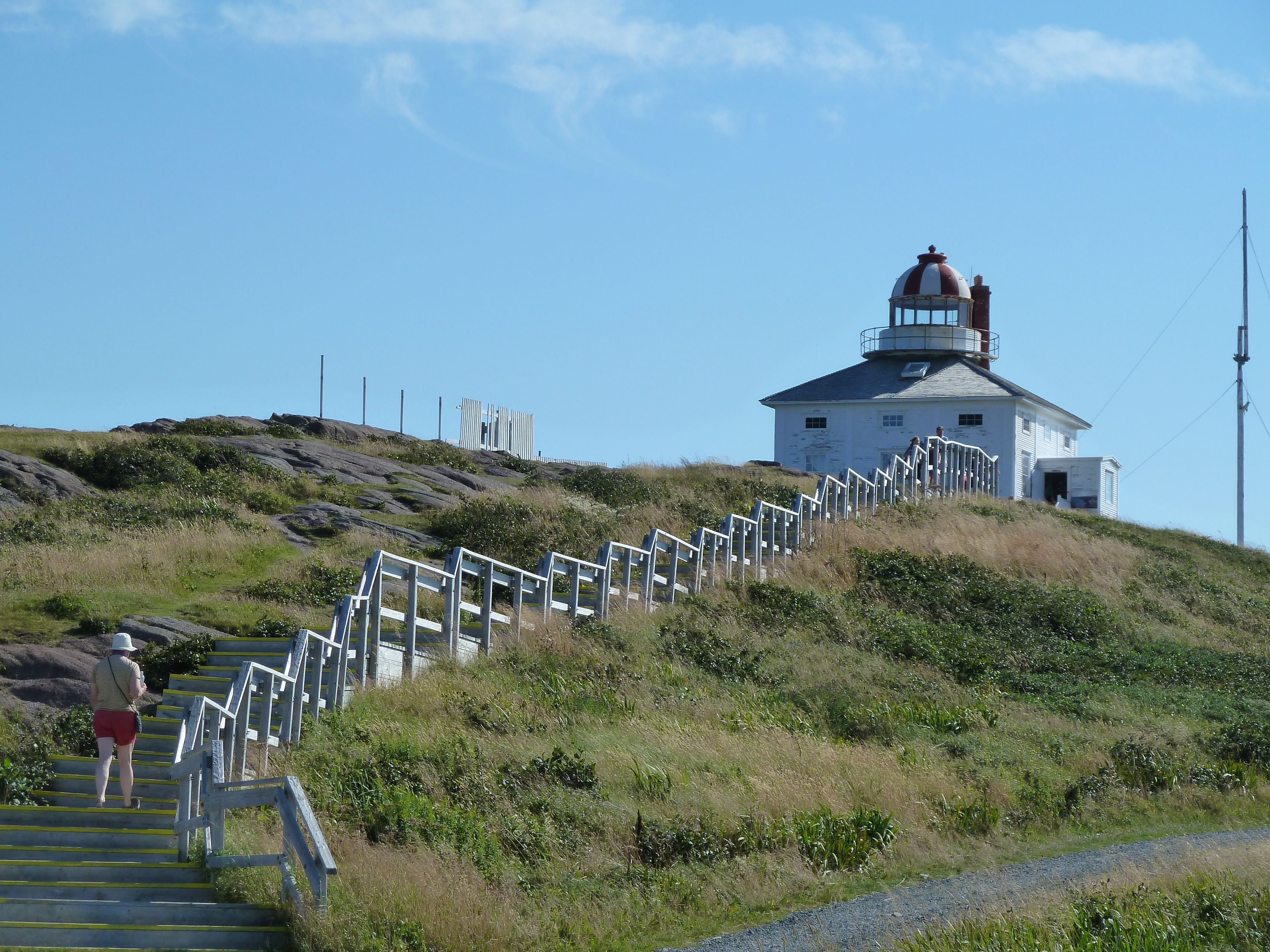
De originele vuurtoren met zicht op de omgeving
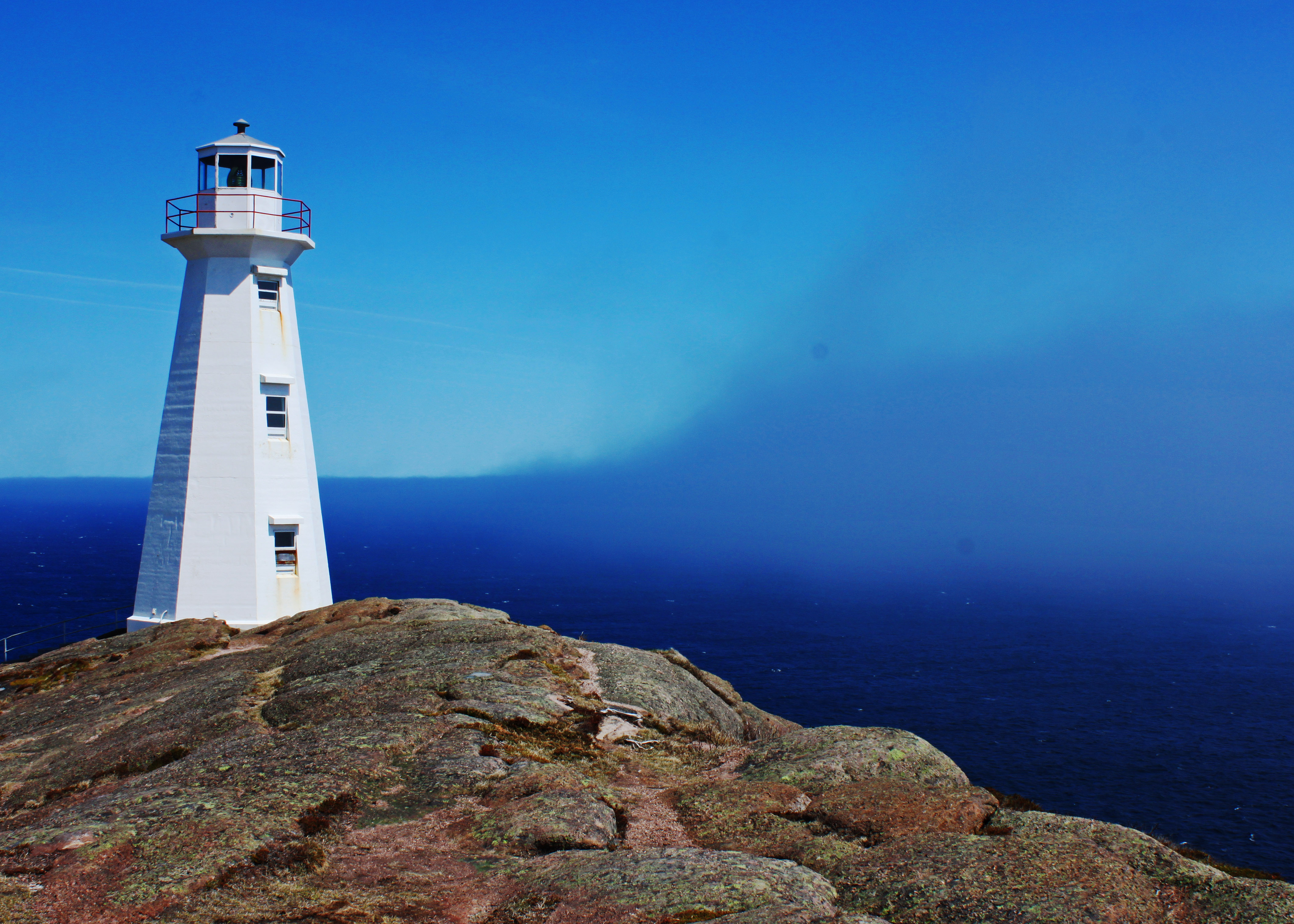
De moderne vuurtoren uit 1955